# Societat d'Història de l'Educació dels Països de Llengua Catalana
La Societat d'Història de l'Educació dels Països de Llengua Catalana (SHE) és una entitat fundada l'any 1979, vinculada a les primeres Jornades sobre Història de l'Educació als Països Catalans, celebrades el 1977 a Barcelona; unes jornades que l'entitat continua celebrant cada dos anys en diferents poblacions de Catalunya i de les Illes Balears, i que s'han convertit en una de les principals activitats d'aquesta Societat. L'any 2001 s’integrà, com a filial, a l'Institut d'Estudis Catalans, quedant adscrita a la Secció de Filosofia i Ciències Socials de l'IEC. A més, la Societat organitza periòdicament conferències i col·loquis en col·laboració amb diverses universitats dels Països Catalans. Hom ha participat o col·laborat, també, en l'organització de congressos, simposis, exposicions, etc., nacionals, estatals i internacionals.
La SHE edita dues publicacions especialitzades en el seu àmbit, la revista Educació i Història, de periodicitat anual i el Butlletí Informatiu d'Història de l'Educació, en format electrònic i amb una periodicitat de tres números l'any.
Jordi Monés i Pujol-Busquets en fou el primer president i posteriorment fou el president honorari. Des del 1985 el president fou Frederic Godàs i Vila, que posteriorment també fou president honorari. Salomó Marquès i Sureda ocupà la presidència des del 2005, i actualment n'és el president honorari. Des del maig del 2015 el president de la societat és Joan Soler i Mata.